# معاملة المثليين في نيوزيلندا
يمتلك الأشخاص من المثليين والمثليات ومزدوجي التوجه الجنسي والمتحولين جنسياً (اختصاراً: LGBT) في نيوزيلندا كافة الحقوق التي يمتلكها غيرهم من المغايرين جنسيا. تعد حماية حقوق المثليين والمثليات ومزدوجي التوجه الجنسي والمتحولين جنسيا متقدمة مقارنة مع دول أخرى في أوقيانوسيا، وهي واحدة من أكثر الدول تحررا في العالم، حيث أن البلد هو الأول في القارة والثالث عشر في العالم الذي قام بتشريع زواج المثليين.
خلال أواخر القرن العشرين، تلقت حقوق مجتمع المثليين مزيدًا من الوعي وتم إلغاء تجريم النشاط الجنسي المثلي في عام 1986، مع المساواة في السن القانونية للنشاط الجنسي على سن 16 عامًا في العلاقة الجنسية. بعد الاعتراف بالاتحادات المدنية منذ عام 2004، شرّعت نيوزيلندا زواج المثليين وحقوق تبني المثليين للأطفال في عام 2013. وقد تم حظر التمييز فيما يتعلق بالتوجه الجنسي والهوية الجندرية والتعبير عنها منذ عام 1993. وقد سُمح للمثليين والمثليات ومزدوجي التوجه الجنسي بالخدمة علنا في الجيش منذ عام 1993.

## قانونية النشاط الجنسي المثلي
كانت العلاقات المثلية مقبولة إلى حد كبير بين مجتمع الماوري قبل الاستعمار الأوروبي. لم تكن هناك عقوبات قانونية أو اجتماعية ضد النشاط الجنسي المثلي. تم تجريم الجماع الجنسي المثلي بين الذكور عندما أصبحت نيوزيلندا جزءا من الإمبراطورية البريطانية في عام 1840، وتم اعتماد القانون البريطاني الذي جعل «السدومية» جريمة مع العقوبة القصوى الموت. (من الناحية العملية، استخدمت نيوزيلندا عقوبة الإعدام فقط في جرائم القتل ومرة واحدة بتهمة الخيانة العظمى قبل إلغاءها في عام 1961). في عام 1861، استبدلت بريطانيا عقوبة الإعدام في قضية السدومية بالسجن المؤبد. سنت نيوزيلندا تشريعات مماثلة بعد ست سنوات. في عام 1893، تم توسيع القانون في نيوزيلندا لحظر أي نشاط جنسي بين الذكور. وتشمل العقوبات السجن مدى الحياة والعمل الشاق والجلد. لم يتم تجريم العلاقات الجنسية بين الإناث في نيوزيلندا.
كانت الجمعية الدوريانية (1962-1988) أول منظمة نيوزيلندية للمثليين جنسياً. قدمت الجمعية البريطانية لإصلاح قانون المثلية المساعدة القانونية للجمعية. صاغت عريضة تدعو إلى إلغاء تجريم الأفعال الجنسية المثلية. وقع عليه 75 من المواطنين البارزين، تم تقديم التماس إلى (ورفض من قبل) البرلمان في عام 1968.
في عام 1972، منعت أكاديمية نغاهويا تي أويكوتوكو من الحصول على تصريح للزوار إلى الولايات المتحدة على أساس أنها كانت مثلية الجنس. وكانت الدعاية حول الحادث حافزا في تشكيل مجموعات تحرير المثليين في ولينغتون، كرايستشيرش وأوكلاند. شهدت السبعينات نمو الحركات النسائية والمثلية في نيوزيلندا.
قدم عضو البرلمان «فين يونغ» «مشروع قانون تعديل الجرائم» في يوليو 1974، والذي كان أول مشروع قانون يقترح إلغاء تجريم النشاط الجنسي المثلي بين البالغين بالتراضي. لم ينجح ذلك وانتقدت منظمات حقوق المثليين مشروع القانون لتحديد السن القانونية للنشاط الجنسي على 21 عاما، مقابل سن 16 عاما بالنسبة للنشاط الجنسي المغاير. رفضت منظمات حقوق المثليين دعم مشاريع القوانين التي لم تقدم سنًا متساوية من الرضا. فشل مشروع قانون مماثل، قدمه النائب وارن فريير في عام 1979، في قراءته البرلمانية في عام 1980، بسبب عدم وجود دعم للأسباب نفسها حول التفاوت في السن.
في عام 1985، تشاورت عضو البرلمان عن حزب العمال فران وايلد مع جماعات حقوق المثليين لتطوير قانون إصلاح قانون المثلية 1986، الذي قدمته إلى البرلمان في 8 مارس. واقترح إزالة جريمة الجنس بالتراضي بين الذكور فوق سن السادسة عشرة. على مدار 14 شهرًا، جذب مشروع القانون معارضة منظمة خارج البرلمان، بما في ذلك التماس ضد الإصلاح (الذي رفضه البرلمان). داخل البرلمان، تم رفض محاولات متعددة لرفع سن الرضا إلى 18. مرر مشروع القانون قراءته النهائية في 9 يوليو 1986، في تصويت 49 صوتا لصالح مقابل 44 ضد (49-44). وحصل على الموافقة الملكية (وأصبح قانونا) في 11 يوليو 1986، ودخل حيز التنفيذ في 8 أغسطس من ذلك العام.
تم حظر التمييز على أساس التوجه الجنسي و (ضمنيا) الهوية الجندرية بعد عدة سنوات بموجب قانون حقوق الإنسان 1993.
لم يكن الأفراد الذين أُدينوا وسُجنوا بسبب جرائم جنسية مثلية قبل أغسطس/آب 1986 مؤهلين تلقائياً لفسخ الجرائم بموجب قانون السجلات الجنائية 2004، لأن القانون ينطبق بأثر رجعي على الجرائم الحالية والملغاة. ومع ذلك، يمكن للأفراد الذين لديهم سجل جنائي نظيف أن يتقدموا بطلب إلى محكمة محلية لإلغاء الإدانة. ومع ذلك، هذه العملية أخفت فقط هذه الإدانات - لم تمحوها تماما. في 28 يونيو 2017، قدمت الحكومة «قانون العقوبات الجنائية (فسخ الإدانة بالمخالفات المثلية)» التي من شأنها أن تسمح للرجال المدانين بجرائم المثلية للتقدم بطلب لفسخ إداناتهم من السجلات. في 6 يوليو، حصل مشروع القانون على قراءته الأولى. وكانت وزيرة العدل آمي آدمز قد تقدمت بطلب اعتذار عن الإدانات في نفس اليوم، وافق عليه البرلمان بالإجماع. تم تمرير مشروع القانون من قبل البرلمان في 3 أبريل 2018 وحصل على الموافقة الملكية في 9 أبريل 2018، ودخل حيز التنفيذ في اليوم التالي.

## الاعتراف القانوني بالعلاقات المثلية

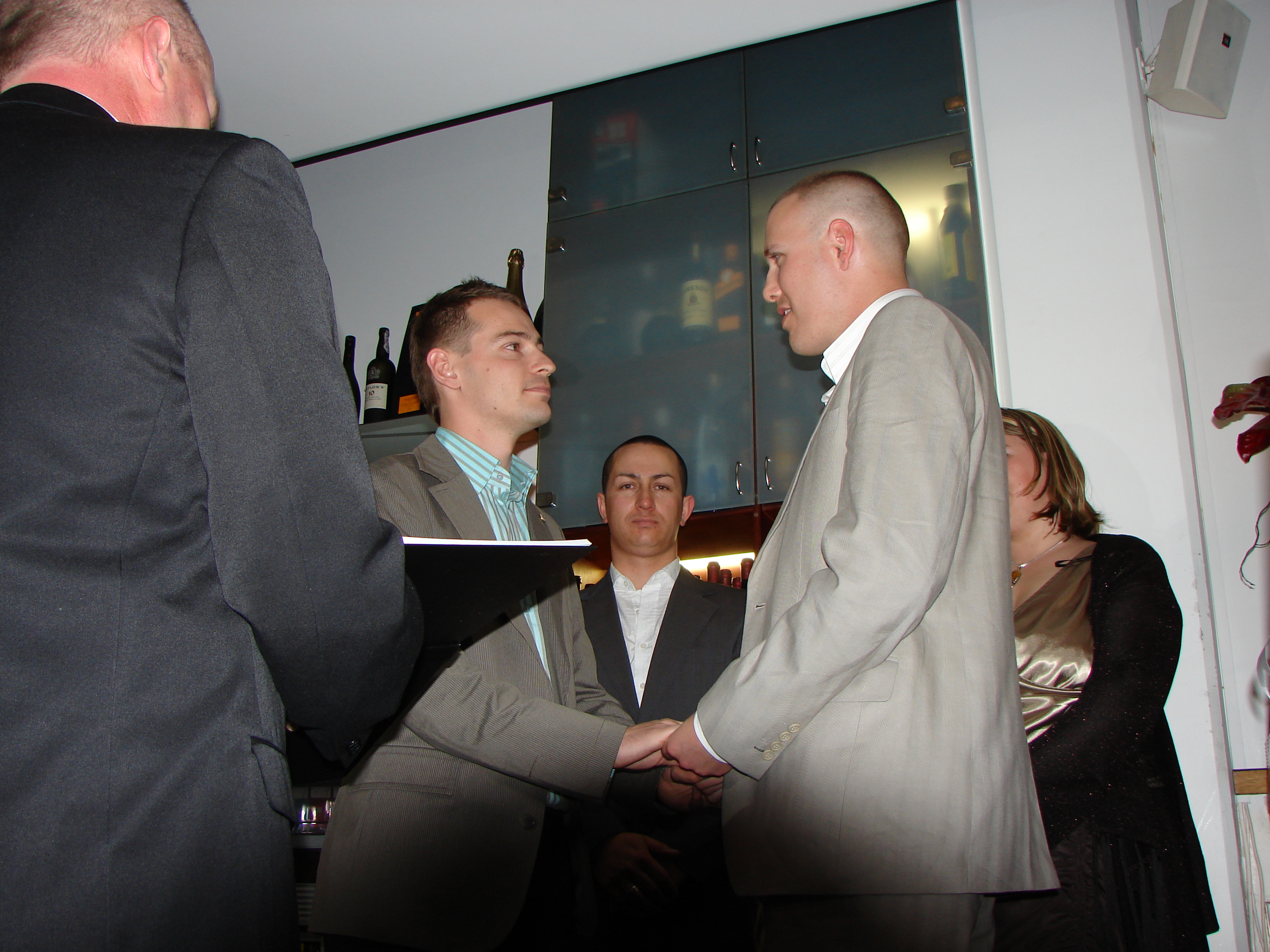
حفل اتحاد مدني مثلي في ولنغتون، ديسمبر 2006.

أعطى «قانون تعديل الملكية (العلاقات) 2001» الشركاء بحكم الأمر الواقع، سواء كانوا مثليين أو مغايرين، نفس حقوق الملكية الموجودة منذ عام 1976 للمتزوجين عند تفكك العلاقة.
أنشا قانون الاتحاد المدني 2004 مؤسسة الاتحاد المدني للشركاء المثليين والشركاء المغايرين. يشبه القانون إلى حد كبير قانون الزواج مع استبدال «الزواج» بـ «الاتحاد المدني». في العام التالي، صدر «قانون العلاقات (المراجع القانونية) 2005» لإزالة الأحكام التمييزية من معظم التشريعات.

### زواج المثليين

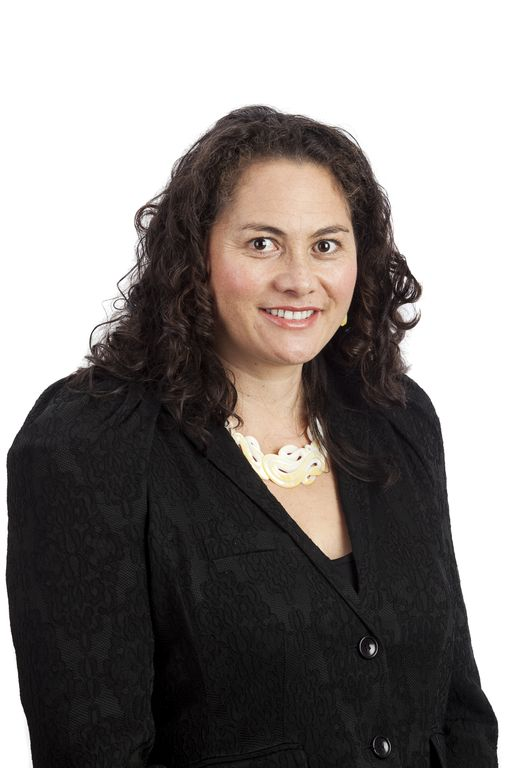
ألّفت النائبة عن حزب العمال لويزا وول مشروع القانون الذي شرّع زواج المثليين في نيوزيلندا.

تم رفض تشريع زواج المثليين قضائيا في نيوزيلندا من قبل محكمة الاستئناف في قضية «كويلتير ضد المدعي العام» في عام 1994. ومع ذلك، على عكس أستراليا ومعظم الولايات المتحدة، رفضت نيوزيلندا حظر زواج المثليين في حال قرر البرلمان في المستقبل الموافقة عليه عبر تعديل «قانون الزواج 1955». في ديسمبر/كانون الأول 2005، فشل مشروع قانون عضو خاص في قراءته الأولى بالقيام بذلك. إلى أن تم إقرار مشروع قانون الزواج في أبريل 2013، كان زواج المثليين وتبني المثليين للأطفال هما العائق الأخير أمام المساواة الكاملة والموضوعية لمجتمع المثليين في نيوزيلندا.
في يوليو/تموز 2012، تم تقديم مشروع قانون خاص من عضوة البرلمان عن حزب العمال لويزا وول الذي اقترح تعريف الزواج ليكون شاملاً بغض النظر عن جنس الطرفين. مر مشروع القانون قراءته الأولى في 29 أغسطس 2012، في تصويت 80 صوتا لصالح 40 ضد مع امتناع واحد (80-40-1). وقد برهنت التقارير الأولية على دعم واسع النطاق لزواج المثليين داخل البرلمان (لا سيما من رئيس الوزراء جون كي)، وبين عامة الناس، مع إشارة استطلاعات الرأي التي أجريت في مايو 2012 إلى دعم 63% منهم. في ديسمبر 2012، قامت الحاكمة السابقة «كاثرين تايزارد» بدور البطولة في حملة فيديو عبر الإنترنت تدعم زواج المثليين، جنبا إلى جنب مع المغنيين النيوزيلنديين أنيكا موا، بوه رونغا وهولي سميث، بالإضافة إلى الأولمبي دانيون لودر. مر مشروع القانون في قراءتيه الثانية والثالثة في تصويت 77 صوتا لصالح مقابل 44 صوتا ضد (77-44)، وأصبح قانونًا في 19 أبريل 2013. ومع ذلك، لم يتم عقد زواج المثليين حتى أغسطس، عندما دخل القانون حيز التنفيذ.

## التبني وتنظيم الأسرة
لا توجد أية عوائق محددة تمنع أي فرد من مجتمع المثليين من تبني الأطفال، باستثناء أن الشخص الذكر لا يستطيع تبني طفلة. أصبح قانون زواج المثليين ساريًا اعتبارًا من 19 أغسطس 2013، ومنذ ذلك الحين، تمكن الأزواج من نفس الجنس من تبني الأطفال بشكل مشترك. ويمكن الآن للشركاء غير المتزوجين من أي جنس والشركاء في اتحاد مدني أن يتبنوا الأطفال بشكل مشترك، بموجب حكم المحكمة العليا النيوزيلندية في كانون الأول/ديسمبر 2015. وقد انتهك الحظر «قانون الحقوق في نيوزيلندا 1990». الحد الأدنى لسن التبني في نيوزيلندا هو 20 سنة لطفل ذي صلة و 25 سنة أو عمر الطفل بالإضافة إلى 20 سنة (أيهما أكبر) لطفل غير ذي صلة.
في 21 أيار/مايو 2006، أثارت عضو القائمة الخضراء متيريا توري قضية تبني المثليين للأطفال، قائلة إن قانون التبني لعام 1955 في نيوزيلندا لم يستوف تعقيدات المجتمع النيوزيلندي المعاصر. وقالت في أعقاب سن قانون الاتحاد المدني على وجه الخصوص أنه ينبغي تمكين الآباء والأمهات المحتملين من المثليين والمثليات من التبني قانونا.
كثير من الزوجات والشريكات المثليات الآن يربون اطفالهن في نيوزيلندا. وحيث يتم ولادة هؤلاء الأطفال من خلال التلقيح الاصطناعي، يتم الاعتراف على كل من الأمين على شهادات ميلاد الأطفال (الأم البيولوجية باسم «الأم»، أما الأم الأخرى فهي «الوالد الآخر»). يتبع هذا قانون رعاية الأطفال لعام 2004، الذي حل محل قانون الأطفال لعام 1969. كما يعترف القانون والأنظمة النيوزيلنديان بالكفالة المؤقتة والوصاية للاطفال، وقد أصبحت تكنولوجيا الإنجاب متاحة منذ عام 1994.
لايتم الاعترلف بالمانح كأحد الوالدين القانونيين في قانون نيوزيلندا. ومع ذلك، يمكن للوالدين والمانحين إبرام اتفاقات رسمية حول كيفية سير الأمور ولكن المحاكم تتمتع بالمرونة فيما إذا كانت تعترف بهذه الاتفاقات أم لا.
يمكن للمثليات اللاتي يعانين من مشاكل في الحمل باستخدام التلقيح الممول من الخاص أن يكن مؤهلات، مثل النساء النيوزلنديات الأخريات، للمساعدة في استخدام التلقيح الممول من القطاع العام. ومع ذلك، هناك شروط على هذا ويتم تسجيل كل امرأة تحتاج إلى استخدام التلقيح بالنسبة لأهليتها.
وقد تم تمرير قانون تعديل الزواج (تعريف الزواج) الذي يسمح للآباء والأمهات المثليين والمثليات المتزوجين المؤهلين لتبني الأطفال لأن هناك فقرة لهذا الغرض الواردة فيه. ومع ذلك، تجاوز عدد حالات التبني المعروفة في نيوزيلندا عدد حالات التبني الغريبة منذ منتصف السبعينيات. بين عامي 2007 و 2013، كان هناك 18 تبنيًا معروفًا وتبني أحد الشريكين للشريك الآخر لكل 10 عمليات غريبة. أيضا، بموجب قانون نيوزيلندا، يمكن للوالدين البيويلوجيين اختيار الوالدين بالتبني لطفلهم (أطفالهم)، مما قد يؤدي إلى التمييز بالنسبة للشركاء والازواج المثليين الذين يسعون إلى تبنيهم.

## الحماية من التمييز
يجرم «قانون حقوق الإنسان 1993» التمييز على أساس التوجه الجنسي، وضمنيا، الهوية الجندرية والتعبير عنها. في البداية، كان هذا القانون يعفي مؤقتًا من الأنشطة الحكومية حتى عام 1999. في عام 1998، تم إدخال مشروع قانون تعديل يجعل هذا الإعفاء دائمًا؛ ولكن تم التخلي عن هذا بعد تغيير الحكومة في عام 1999. أقرت حكومة حزب العمال الجديدة قانون تعديل آخر لتطبيق قانون حقوق الإنسان على الأنشطة الحكومية، وكذلك لخلق قدرة جديدة للمحاكم على «إعلان» تشريع لا يتفق مع القانون.
تعتبر البحرية الملكية النيوزيلندية والشرطة النيوزيلندية من بين العديد من الوكالات الحكومية التي اعتمدت سياسات «صديقة للمثليين».
بعض الأمثلة على التمييز لا تزال تحدث في بعض الأحيان. في يناير 2006، صدرت عناوين إخبارية عن سياسة رفض لأحد بنوك الحيوانات المنوية للتبرعات من الرجال المثليين. في مارس 2006، تم تعديل السياسة. وبحسب ما ورد، فإن بعض المتبرعين بالحيوانات المنوية من الذكور المغايرين جنسيا قد قاموا باستخدام حق النقض ضد استخدام حيواناتهم المنوية الخاصة بهم للشريكات المثليات الذين يسعون إلى التلقيح الاصطناعي.

## قوانين جرائم الكراهية
يوجد في نيوزيلندا فقرة تتعلق بجرايم الكراهية وتشمل التوجه الجنسي والهوية الجندرية والتعبير عنها، القسم 9 (1) (ح) من قانون إصدار الأحكام والإفراج المشروط 2002. وفي الآونة الأخيرة، كان مجتمع المثليين في نيوزيلندا قلقًا بشأن استمرار وجود الدفاع الاستفزازي (المادة 169 من «قانون الجرائم 1961») وهو الحجة التي خففت من خطورة جرائم القتل ضد المثليين من خلال الحد من إدانة القتل المحتمل والمقصود إلى التهمة الأضعف وهي عقوبة القتل الخطأ (انظر الدفاع عند الذعر من المثليين).
في أغسطس/آب 2009، قدم وزير العدل سيمون باور مشروع «قانون تعديل (إلغاء الاستثناء) الجرائم» لإلغاء المادتين 169 و 170 من قانون الجرائم، على الرغم من أن تقديمه يعود إلى حد كبير إلى المحاكمة الخاصة بقتل صوفي إيليوت من قبل صديقها السابق، على تقديمه لأجل مجتمع المثليين. تلقى مشروع الإلغاء دعماً برلمانياً وعمومياً واسع النطاق، ووافق على قراءته الثالثة في 26 نوفمبر/تشرين الثاني 2009، في تصويت 116 صوتا لصالح مقابل 5 أصوات ضد، وعارضه حزب «آكت نيوزيلندا» فقط، ودخل القانوناً حيز التنفيذ في 8 ديسمبر/كانون الأول 2009.

## الهوية الجندرية والتعبير عنها
تعتبر جراحة إعادة تحديد الجنس قانونية في نيوزيلندا. يُسمح للفرد بتغيير اسمه وجنسه القانوني في الوثائق الرسمية، بما في ذلك شهادات الميلاد، إذا كان بإمكانه تقديم دليل طبي على أنه «حصل على شكل مادي يتوافق مع هويته الجنسية». في الأصل، كان هذا متاحًا فقط للأفراد الذين خضعوا لجراحة إعادة بناء الأعضاء التناسلية. ومع ذلك، في يونيو 2008، حكمت محكمة الأسرة بأن عمليات إعادة تحديد الجنس الكاملة ليست ضرورية دائمًا للوفاء بهذا الحد القانوني.
تجري جراحات تغيير الجنس إلى حد كبير في المستشفيات الخاصة أو في الخارج. في تسعينيات القرن الماضي، أُطلق على نيوزيلندا لقب «قائد عالمي» لمثل هذه العمليات، بتكلفة منخفضة نسبياً ومواقف عامة مريحة. ولكن في عام 2014، تقاعد الجراح المتخصص الوحيد في البلاد، وترك المتحولين جنسيًا الذين يبحثون عن مثل هذه العمليات في حالة من عدم اليقين. واختار العديد منهم الانضمام إلى قائمة الانتظار للعمليات الجراحية الممولة من القطاع العام، والتي تقتصر على أربعة فقط كل عامين (ثلاثة للتحول من ذكر إلى أنثى، وواحدة للتحول من انثى إلى ذكر)، أو للذهاب إلى الخارج. في أكتوبر 2018، أعلنت الحكومة عن عزمها على زيادة عدد العمليات الممولة من القطاع العام. في ذلك الوقت، كان هناك 111 شخصًا في قائمة الانتظار، وهذا يعني أن البعض كان عليهم الانتظار لمدة تصل إلى 50 عامًا.
لاحظت لجنة حقوق الإنسان النيوزيلندية في تقريرها لعام 2004 عن حالة حقوق الإنسان في نيوزيلندا أن المتحولين جنسيا والافراد غير ثنائي الجنس في نيوزيلندا يواجهون التمييز في عدة جوانب من حياتهم، إلا أن القانون غير واضح على الوضع القانوني للتمييز على أساس الهوية الجندرية. حاليا، لايحظر «قانون حقوق الإنسان 1993» صراحة التمييز على أساس الجندر. في حين يعتقد أن الهوية الجندرية محمية بموجب القوانين التي تمنع التمييز على أساس الجنس أو التوجه الجنسي، من غير المعروف كيف ينطبق هذا على أولئك الذين لم يجروا، أو لن يجروا جراحة تغيير الجنس. وقد قررت بعض المحاكم الأجنبية أن الأشخاص المتحولين جنسياً مشمولون بالحظر المفروض على التمييز على أساس الجندر، ولكن هناك أيضاً سوابق قضائية دولية تشير إلى أنه ليس كذلك. حتى لو كان الأمر كذلك، فمن غير المحتمل أن ينطبق على الأشخاص المتحولين جنسياً الذين لم يخضعوا لجراحة تغيير الجنس أو لن يخضعوا لجراحة. وبالمثل، فإن وضع الهوية الجندية في إطار حظر التمييز على أساس التوجه الجنسي يمثل مشكلة. في حين أن هناك بعض السوابق القضائية الدولية غير المتناسقة، فقد لوحظ أن «تحديد الجنس» والتوجه الجنسي لا علاقة لها على الإطلاق ليكونا متناسبين.
أنشات كل من اللجنة الدولية للحقوقيين والخدمة الدولية لحقوق الإنسان في عام 2007 مبادئ يوغياكارتا لتطبيق القانون الدولي لحقوق الإنسان إلى الهوية الجندرية والتوجه الجنسي. الأول والأهم هو أن حقوق الإنسان متاحة لجميع البشر، بغض النظر عن الهوية الجندرية، وأنه يجب على الدول تعديل التشريعات «لضمان اتساقها مع التمتع العالمي بجميع حقوق الإنسان».
اقترح هذا التقرير أن الأشخاص المتحولين جنسياً كانوا «أحد أكثر المجموعات تهميشاً» في نيوزيلندا، مما دفع لجنة حقوق الإنسان إلى نشر تحقيق شامل بعنوان «أن أكون أنا» في عام 2008، والذي حدد بعض الشواغل الواردة أدناه. هذه الاهتمامات ذات أهمية خاصة بالنظر إلى أن التمييز والإقصاء تجاه المتحوّلين جنسيا وثنائيي الجنس والأشخاص غير المطابقين جنسيا قد أظهر أنه يزيد من مخاطر قضايا الصحة العقلية والانتحار.
في 10 أغسطس 2018، قدمت «لجنة اختيار الإدارة الحكومية»، التي نظرت في «مشروع قانون تسجيل المواليد والوفيات والزواج والعلاقات»، المقدم في 10 أغسطس 2017، توصيات لتغيير القوانين المتعلقة بالتغييرات القانونية في الجنس. أوصت اللجنة بالسماح للبالغين بتغيير الجنس عن طريق تقديم تصريح قانوني ينص على أنهم ينوون الاستمرار في تحديد أنفسهم كشخص من الجنس المختار وفهم عواقب التطبيق. لن تكون هناك حاجة لأية أدلة طبية. ويمكن للقاصرين الذين تتراوح أعمارهم بين 16 و 17 سنة أن يفعلوا ذلك بموافقة ولي الأمر وتأكيد من أحد المتخصصين في مجال الصحة بأنهم يدركون عواقب التطبيق وأن التغيير هو في مصلحتهم. كما أوصت اللجنة بإدراج خيارات النوع الاجتماعي مثل ثنائي الجنس و X (غير محدد).

## حقوق ثنائيي الجنس
تسمح القوانين والسياسات النيوزيلندية التي تحظر تشويه الأعضاء التناسلية للإناث صراحة بتدخلات طبية «لتسوية» الرضع والفتيات ثنائيي الجنس. أظهرت المواد التي قدمتها مجموعة الغدد الصماء الخاصة بالأطفال الأسترالية إلى مجلس الشيوخ الأسترالي في عام 2013 أن نيوزيلندا هي منطقة إقليمية متفردة في العمليات الجراحية في حالات تضخم تنسج الكظر الخلقي، مع تفضيل التدخلات الجراحية التناسلية للفتيات اللاتي تقل أعمارهن عن 6 أشهر. في أكتوبر/تشرين الأول 2016، أصدرت لجنة الأمم المتحدة لحقوق الطفل ملاحظات حول الممارسات في نيوزيلندا، بما في ذلك توصيات لضمان «عدم تعرض أي شخص لمعاملة طبية أو جراحية غير ضرورية خلال فترة الرضاعة أو الطفولة، وضمان حقوق الأطفال في السلامة الجسدية. والاستقلال وتقرير المصير». ووجدت لجنة مستديرة لحقوق ثنائيي الجنس عام 2016 من قبل لجنة حقوق الإنسان بشأن العمليات الجراحية «للتسوية» التناسلية أن هناك نقصًا في الإرادة السياسية للتعامل مع العمليات الجراحية، والمخاوف بشأن تقديم الخدمات إلى الآباء والأسر، وتطوير الضمانات التشريعية والحاجة لاختبار الحق في الاستقلال البدني ضد «قانون الحقوق».
توفر جوازات سفر نيوزيلندا مع خانة الجنس "X"، التي تم تقديمها في الأصل للأشخاص الذين يقومون بالتحول جنسيا. تتوفر شهادات الميلاد عند الولادة التي تظهر جنسا «غير محدد» إذا كان من غير الممكن تعيين جنس.
في مارس 2017، شارك ممثلو جمعية نيوزيلندا أوتياروا لثنائيي الجنس (بالإنجليزية:  Intersex Trust Aotearoa New Zealand)‏ في إجماع أستراليا وأوتياروا/
نيوزيلندا «بيان دارلينغتون» من قبل المنظمات الاجتماعية لثنائية الجنس وغيرها. يدعو البيان إلى الإصلاح القانوني، بما في ذلك تجريم التدخلات الطبية التعسفية التي يمكن تأجيلها للأطفال، ووضع حد للتصنيف القانوني للجنس، والحماية من التمييز والممارسات الضارة، وتحسين الوصول إلى دعم الأقران.

## علاج التحويل
يؤثر علاج التحويل تأثيراً سلبياً على حياة الأشخاص من مجتمع المثليين، ويمكن أن يؤدي إلى تدني احترام الذات والاكتئاب والتفكير في الانتحار.
في 10 يوليو 2018، وصف ديفيد كلارك، وزير الصحة النيوزيلندي علاج التحويل بأنه «بغيض». في أغسطس 2018، أعلن وزير العدل أندرو ليتل أنه يمكن التفكير في حظر علاج التحويل كجزء من إصلاح «قانون حقوق الإنسان 1993». ويدعم «حزب الخضر في أوتياروا نيوزيلندا»، و«لجنة حقوق الإنسان»، و«رابطة المستشارين النيوزيلنديين»، وكل منظمة طبية في نيوزيلندا، حظر الممارسة الزائفة. تم إطلاق التماس لحظره في منتصف يوليو، وجمع حوالي 10,000 توقيع في غضون أسبوع. في منتصف آب/أغسطس 2018، قُدِّم إلى البرلمان التماسان لحظر علاج التحويل، حيث بلغ مجموعهما 20,000 توقيع. تم تقديم مشروع قانون لحظر علاج التحويل إلى البرلمان في أكتوبر 2018. ويتوقع عقوبة السجن لمدة تتراوح من 6 إلى 12 شهرًا وغرامة تتراوح بين 5,000 إلى 10,000 دولار نيوزيلندي للمخالفين.
وقد أظهرت التقارير الأخيرة أن علاج التحويل «واسع الانتشار» في نيوزيلندا، ويتضمن العلاج بالصدمات الكهربائية، والإخصاء الكيميائي القسري، وطرد الأرواح الشريرة، والعقاقير التي تحفز الغثيان، وخاصة علاج الكلام حيث يتم إخبار الفرد أن المثلية الجنسية تحدث بسبب خطأ ك«عدم كفاية تأكيد وحضور شخص ذكر في مرحلة الطفولة» أو «الأب غير المكترث والوالدة المتعجرفة».

## التبرع بالدم
تقوم خدمة الدم النيوزيلندية، شأنها في ذلك شأن العديد من البلدان، جدلا بمنع أي رجل قام بعلاقة جنسية فموية أو شرجية مع رجل آخر، مع أو بدون حماية، خلال الإثني عشر شهرًا الماضية من التبرع بالدم، والذي يعتبر تمييزًا ضد الرجال المثليين. هذا القيد على أساس أن الرجال الذين يمارسون الجنس مع الرجال في نيوزيلندا هم أكثر عرضة للإصابة بفيروس نقص المناعة البشرية/الإيدز بنسبة 44 مرة أكثر من عموم السكان، وأن اختبار فيروس نقص المناعة البشرية المستخدم ليس محددًا بما يكفي (يصل إلى معدل فشل 1 في 1000) لضمان 100 في المئة من إمدادات الدم خالية من فيروس نقص المناعة البشرية.

## السياسة
كانت حقوق المثليين قضية سياسية رئيسية خلال مناقشات إصلاح قانون المثلية، لكنها أصبحت فيما بعد أقل من ذلك بكثير. وقد عارض ما يقرب من نصف البرلمان قانون الاتحاد المدني، ولكن ذلك كان أكثر تقييداً من قانون إصلاح قانون المثلية. لم يكن هناك أبداً حزب سياسي مثلي في نيوزيلندا. كانت هناك سلسلة من الأحزاب السياسية المسيحية الأصولية غير الناجحة داخل نيوزيلندا أو الأحزاب السياسية المحافظة اجتماعياً أقل تعاطفاً مع حقوق المثليين في نيوزيلندا منذ أن أدخل الإصلاح الانتخابي في نيوزيلندا في عام 1993 مما جعل التمثيل النسبي ممكناً. حصل حزب «القدر» والذي تأسس لتحقيق «الأخلاق المسيحية» في السياسة، على 0.62% فقط من أصوات الحزب في الانتخابات العامة لعام 2005. وحاز «حزب التراث المسيحي النيوزيلندي» على 4.4% كجزء من الائتلاف المسيحي في عام 1996 لكن تم حله في عام 2005 بعد أن حُكم على زعيمه السابق غراهام كابيل بالسجن لمدة تسع سنوات بعد العديد من حالات الاعتداء الجنسي ضد ثلاث بنات صغيرات. وأتى بعده كل من حزب مستقبل نيوزيلندا، وحزب الكيوي، وحزب القدر نيوزيلندا وحزب العائلة، ولكن لم يستمروا طويلا وتم حلهم. حاليا، يجذب حزب المحافظين النيوزيلندي العلماني الذي لم تحصل بعد على التمثيل البرلماني الناخبين في هذا المجال.
وقد خدم عدد من السياسيين المثليين والمثليات علنا في برلمان نيوزيلندا. كان أول من انتخب هو كريس كارتر، الذي أصبح أول نائب مثلي الجنس علنا عندما أعلن عن توجهه الجنسي بعد وقت قصير من انتخابات عام 1993. خسر مقعده في انتخابات عام 1996، لكنه فاز بها مرة أخرى في انتخابات عام 1999 وأصبح أول وزير مثلي الجنس علنا في نيوزيلندا في عام 2002. قام كارتر بالدخول في اتحاد مدني مع شريكه الذي عاش معه ثلاثة وثلاثين عاما، بيتر كايزر، في 10 فبراير 2007.

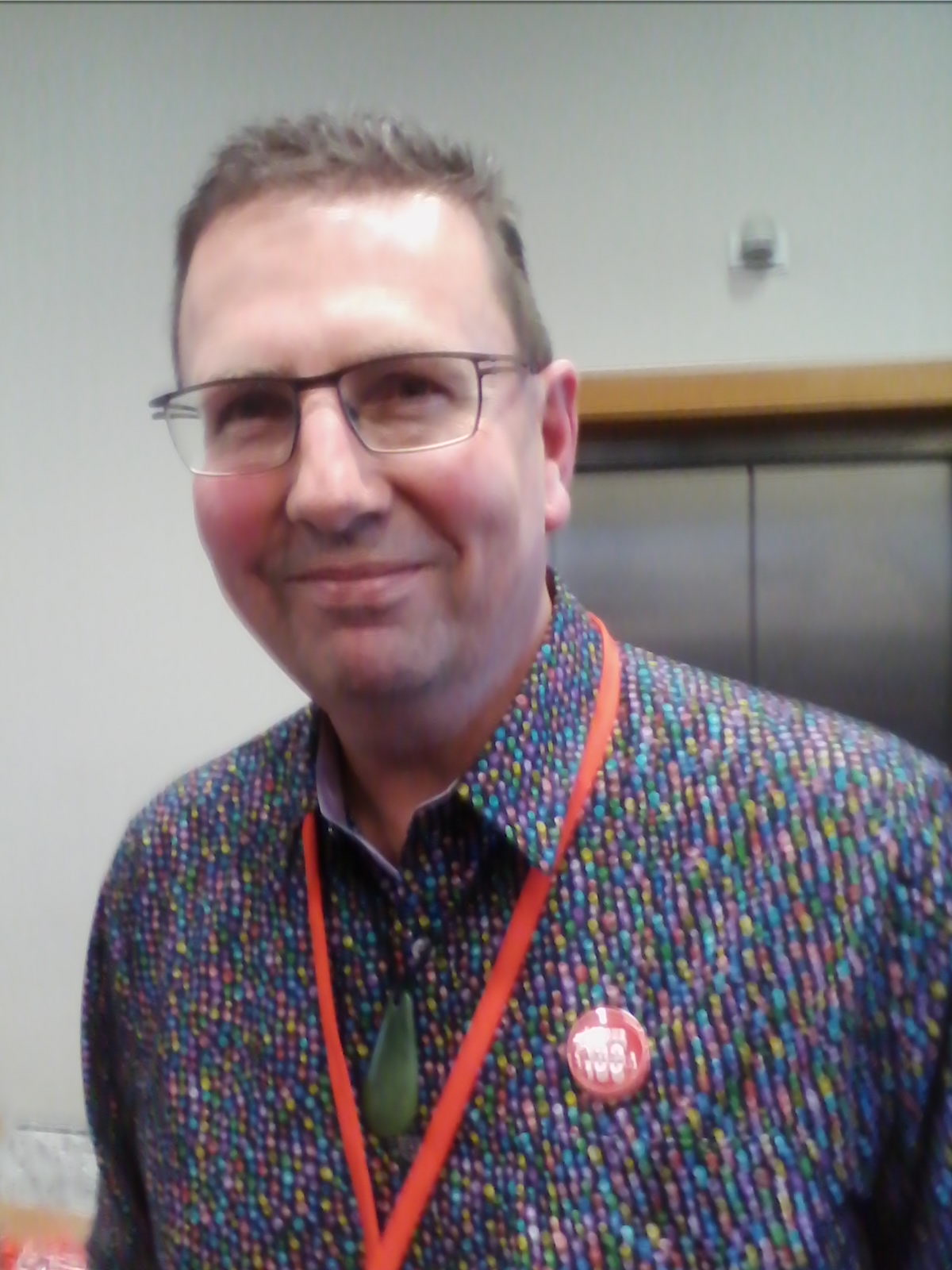
كان تيم بارنيت أول عضو مثلي الجنس علنا يتم انتخابه في البرلمان

كان تيم بارنيت أول عضو مثلي الجنس علنا يتم انتخابه في البرلمان، وذلك في انتخابات عام 1996. في عام 1997، اسس بارنيت وكارتر قوس قزح العمال كفرع من حزب العمل لتمثيل مجتمع المثليين.
كانت ماريان ستريت أول نائبة مثلية الجنس علنا يتم انتخابها في البرلمان في نيوزيلندا، وذلك في انتخابات عام 2005. ومع ذلك، فإن مارلين وورنغ عن الحزب الوطني سبقت ستريت، وبينما قد تم الكشف عن توجهها المثلي بدون موافقتها، طغت مساندتها لحق الاختيار والافكار النسوية على مثليتها الجنسية، التي كانت آنذاك تعتبر مسألة خاصة. منذ مغادرتها البرلمان في عام 1984، أقرت وورنغ أكثر علانية بتوجهها الجنسي. في عام 2005، أصبح كريس فيناليسون أول عضو مثلي الجنس علنا في الحزب الوطني ينتخب للبرلمان على قائمة حزبه في انتخابات 2005. شغل فيناليسون منصب المدعي العام من 2008 إلى 2017.
ومن النواب الحاليون المثليين غرانت روبرتسون، نائب رئيس حزب العمال السابق، وأصبحت لويزا وول المثلية علنا نائبة. وانضمت إليها عضوة حزب الخضر المثلية علنا جان لوغي عقب الانتخابات العامة لعام 2011. انضم تشارلز شوفيل إلى غرانت روبرتسون كنائب مثلي عن حزب العمال من عام 2006 إلى عام 2013. وعقب استقالة دارين هيوز من حزب العمال في 2011. كان البرلماني عن الحزب القومي بول فوستر - بيل، كان نائبا في البرلمان من عام 2013 حتى عام 2017، أعلن عن كونه مثلي الجنس في عام 2016. كان كيفن هايغ عن حزب الخضر نائبا في البرلمان بين عامي 2008 و 2017.
أصبحت جورجينا باير أول رئيسة بلدية متحولة جنسياً في العالم عندما أصبحت عمدة كارترتون في عام 1995. وفي انتخابات عام 1999، أصبحت أول عضوة متحولة جنسيا في مجلس نواب وطني. تقاعدت من السياسة في 14 فبراير 2007.

## ظروف الحياة
غالباً ما يشار إلى نيوزيلندا كواحدة من أكثر الدول الصديقة للمثليين جنسياً في العالم. تتمتع نيوزيلندا بحضور للمثليين مرئي ومفتوح، وإن كان صغيرًا وفقًا للمعايير الدولية. لدى أوكلاند العديد من الحانات والمطاعم والنوادي والمهرجانات وغيرها من الأماكن المثلية. صنفت المجلة غاي تايمز أوكلاند في المرتبة الخامسة عشرة «المدينة الأكثر مثلية» في العالم. خارج أوكلاند، هناك أيضا حضور للمثليين واضح، وإن كان صغيرا، في ولينغتون، تاورانغا، كرايستشيرش، دنيدن، وهاميلتون. تلبي العديد من المنظمات والمنشورات في نيوزيلندا احتياجات المثليين.
في أيار / مايو 2015، صنفت بلانيت روميو، وهي شبكة اجتماعية للمثليين، نيوزيلندا على أنها أسعد بلد في أوقيانوسيا (والحادية عشرة على مستوى العالم) للرجال المثليين.

### مسيرات الفخر

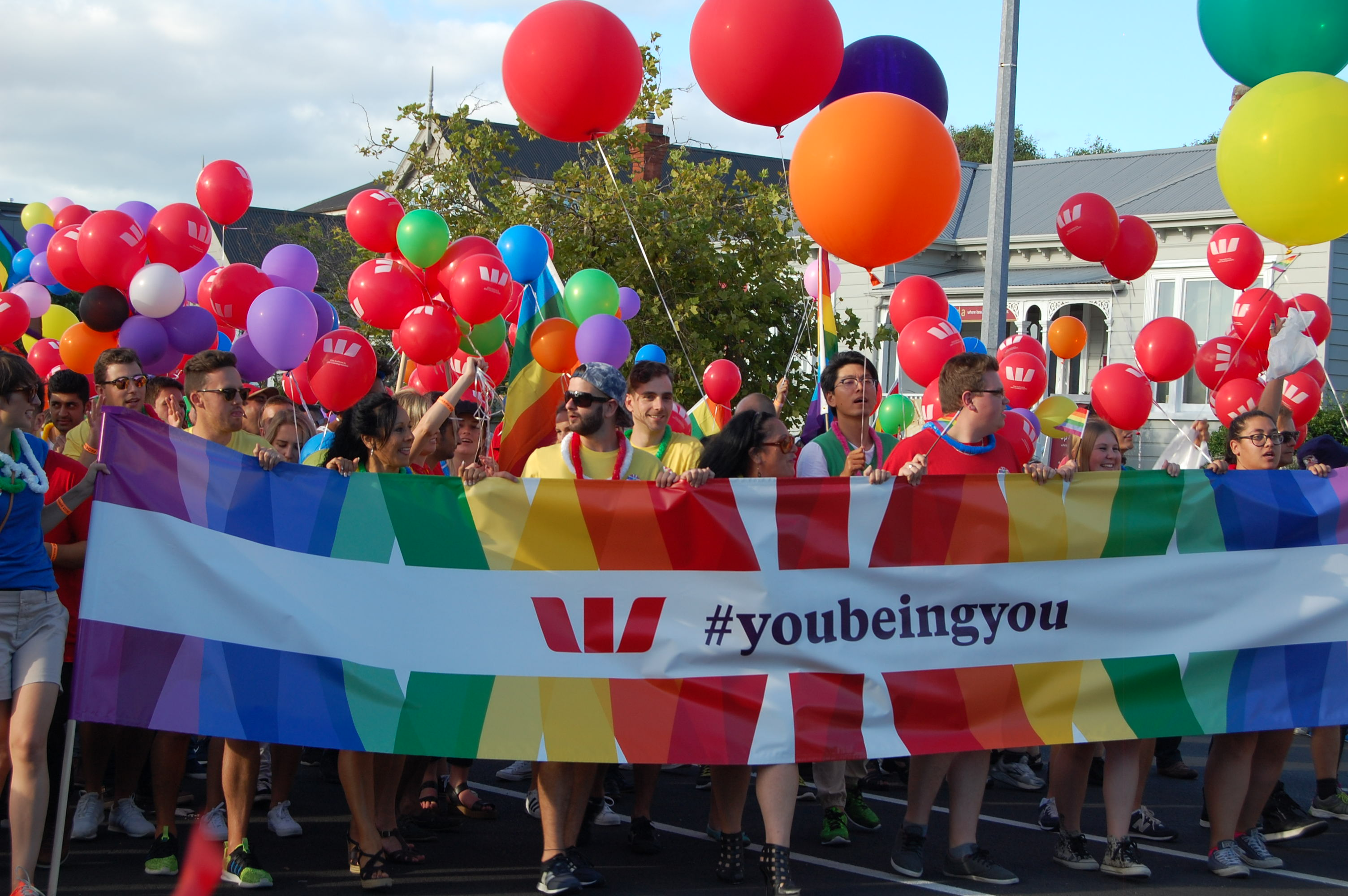
المشاركون في مهرجان فخر أوكلاند في عام 2016

مسيرات فخر المثليين قانونية في نيوزيلندا وعقدت لأول مرة في سبعينيات القرن العشرين. عُقدت مسيرة البطل، وهو مهرجان البطل في أوكلاند، سنويًا بين عامي 1992 و 2001. وحضر الاستعراض عادة أكثر من 100,000 شخص (وفي قمته، بما يصل إلى 200,000). يستمر مهرجان البطل حتى يومنا هذا، وعادة ما يكون ذلك بدون عرض رئيسي. في شباط/ فبراير 2013، اقيمت في أوكلاند مسيرة الفخر، وسميت مهرجان فخر أوكلاند.
يعتبر مثلي الجنس علنا الكبير (بالإنجليزية: Big Gay Out)‏، حدثا آخر للمثليين وهو حدث عائلي يقام سنوياً في أوكلاند. وقد ارتفعت أعداد الأشخاص الذين حضروه بشكل مطرد خلال السنوات القليلة الماضية، وتشمل حضور كل من رئيس الوزراء وزعيم المعارضة والعديد من السياسيين الآخرين من أحزاب يسار الوسط ويمين الوسط على حد سواء، الذين يظهرون دعمهم لمجتمع المثليين.

## في توكيلاو ونييوي وجزر كوك
على الرغم من تطبيق قوانين مكافحة التمييز والقوانين المتعلقة بالاتحاد المدني وزواج المثليين في نيوزيلندا، إلا أنها لا تطبق في أراضي نييوي، توكيلاو أو جزر كوك بسبب هيئاتها التشريعية منفصلة. يتم تجريم النشاط الجنسي المثلي في جزر كوك، على الرغم من إلغاء قوانين السدومية في نييوي وتوكيلاو في عام 2007، عندما تم إلغاء الأقسام التي تذكر السدومية.

## ملخص
| قانونية النشاط الجنسي المثلي                                                             | (منذ عام 1986 بين الذكور، دوما كان قانونيا بين النساء)           |
| المساواة في السن القانوني للنشاط الجنسي                                                  | (منذ عام 1986 بين الذكور، دوما كان قانونيا بين النساء)           |
| قوانين مكافحة التمييز في التوظيف                                                         | (منذ عام 1993)                                                   |
| قوانين مكافحة التمييز في توفير السلع والخدمات                                            | (منذ عام 1993)                                                   |
| قوانين مكافحة التمييز في جميع المجالات الأخرى (تتضمن التمييز غير المباشر، خطاب الكراهية) | (منذ عام 1993)                                                   |
| زواج المثليين                                                                            | (منذ عام 2013)                                                   |
| الاعتراف القانوني بالعلاقات المثلية                                                      | (منذ عام 2002)                                                   |
| تبني أحد الشريكين للطفل البيولوجي للشريك الآخر                                           | (منذ عام 2013)                                                   |
| التبني المشترك للأزواج المثليين                                                          | (منذ عام 2013)                                                   |
| يسمح للمثليين والمثليات الخدمة علناً في القوات المسلحة                                    | (منذ عام 1993)                                                   |
| الحق بتغيير الجنس القانوني                                                               | (منذ عام 1993)                                                   |
| الاعتراف بالجنس الثالث                                                                   | Yes                                                              |
| علاج التحويل محظور على القاصرين                                                          | (مقترح)                                                          |
| الحصول على أطفال أنابيب للمثليات                                                         | (منذ عام 2004)                                                   |
| تأجير الأرحام التجاري للأزواج المثليين من الذكور                                         | (محظور على جميع الأزواج بغض النظر عن التوجه الجنسي)              |
| التغاضي عن الجرائم التاريخية                                                             | (منذ عام 2018)                                                   |
| السماح للرجال الذين مارسوا الجنس الشرجي بالتبرع بالدم                                    | / (منذ عام 1998: فترة تأجيلية بعد سنة واحدة من عدم ممارسة الجنس) |